# جريمة في قطار الشرق السريع (فلم 2001)
جريمة في قطار الشرق السريع (بالإنجليزية: Murder on the Orient Express) هو فيلم تلفزيوني لعام 2001، استنادًا إلى رواية 1934 جريمة في قطار الشرق السريع والتي كتبتها أجاثا كريستي، ويضم الفيلم شخصية هيركيول بوارو.

## بطولة
- ألفريد مولينا بدور هيركيول بوارو
- ميريديث باكستر بدور السيدة كارولين هوبارد
- ليزلي كارون بدور سرا. ألفارادو
- أميرا كاسار بدور هيلينا فون شتراوس
- نيكولا شاغرين بدور بيير ميشيل
- تاشا دي فاسكونسيلوس بدور فيرا روساكوف
- ديفيد هانت بدور بوب آربثنوت
- آدم جيمس بدور وليام مكوين
- ديلان سميث بدور توني فوسكيرلي
- بيتر شتراوس بدور السيد صامويل راتشيت
- فريتز ويبر بدور فولفغانغ بوك
- كاي فايسنغر بدور فيليب فون شتراوس
- ناتاشا وايتمان بدور ماري ديبنهام

## روابط خارجية
- مقالات تستعمل روابط فنية بلا صلة مع ويكي بيانات